# قره قويونلو (قرية)
تقع قرية قرة قوين، (قويونلو)، في شمال العراق، في محافظة نينوى، وهي قرية تاريخية قديمة، وتسمى حالياً بحسب التقسيم الإداري لمحافظة نينوى بقرية «القبة».

## معنى اسم القرية
سميت القرية بهذا الاسم «قره قوين»، نسبة إلى سكان القرية، الذين كانوا يمتازون بتربية «الخراف السوداء»، وكلمة (قره قوين)، تعني باللغة التركية «الخروف الأسود».
في اللغة التركية:
- كلمة «قره Kara» معناها: اللون الأسود.
- كلمة «قويون koyun» معناها: غنم ضأن.
- كلمة «لو lu» لاحقة تفيد معنى: «صاحب» أو «ذو».
- كلمة «لار lar» لاحقة تُفيد الجمع، فتصبح: «أصحاب» أو «ذوو».

وبذلك يكون معنى اسم القبيلة التي عليها اسم القرية: ذوو الأغنام السوداء، أو: أصحاب الأغنام السوداء.

## السكان
يبلغ عدد سكان القرية حوالي (31,000) نسمة. وأغلبيتهم من التركمان.